# Leżenice
Leżenice (dawniej Lężenice – wieś sołecka w Polsce położona w województwie mazowieckim, w powiecie kozienickim, w gminie Głowaczów.
Wieś szlachecka  Lezenice położona była w drugiej połowie XVI wieku w powiecie wareckim  ziemi czerskiej województwa mazowieckiego. W latach 1975–1998 miejscowość administracyjnie należała do województwa radomskiego.
Wierni kościoła rzymskokatolickiego należą do parafii św. Wawrzyńca w Głowaczowie.

## Historia
Z Leżenic pochodził ekonomista, autor podręcznika Gospodarstwo, Anzelm Gostomski.
Jędrzej Święcicki w "Najstarszym opisie Mazowsza" z 1634 r. napisał, że dawniej znajdował się tu zamek obronny. Miejscowość straciła znaczenie na rzecz pobliskiego Głowaczowa.
Podczas działań wojennych w dniu 9 września 1939 roku spłonął tu dwór z XVIII w. z księgozbiorem.